# Jaime Artur da Costa Pinto
Jaime Artur da Costa Pinto (em grafia antiga Jayme Arthur da Costa Pinto) (Lisboa, 27 de Setembro de 1845 - Lisboa, 10 de Janeiro/10 de Junho/12 de Setembro de 1909) foi um notável político, filantropo, empresário agrícola, jornalista e académico português da fase final da Monarquia.

## Biografia

### Filiação
Filho de Carlos José Serrão da Costa Pinto e de sua mulher (Lisboa, Conceição, 23 de Fevereiro de 1832) Gertrudes Quirina da Cunha Barroso Alves, foi baptizado na Igreja de São Nicolau, em Lisboa, a 6 de Abril de 1846, tendo como Padrinho a António Moreira Marques e Madrinha Nossa Senhora.

### Foro na Casa Real
Abastado e amigo da Família Real, foi Moço Fidalgo da Casa Real por Alvará de D. Luís I de Portugal de 20 de Outubro de 1868.

### Política
Na política, esteve ligado ao Partido Regenerador, embora a sua fortuna pessoal lhe permitisse a independência das posições políticas. Era um grande influente eleitoral na Margem Sul do Rio Tejo.

### Deputado
Deputado do Reino de Portugal em várias Legislaturas pelo Partido Regenerador, chegou, pela primeira vez, à Câmara dos Deputados eleito em 1878 pelo Círculo Eleitoral Uninominal de Almada, sendo, depois, reeleito por este círculo em 1881, 1884, 1889 e 1890, de que prestou juramento, respectivamente, a 23 de Janeiro de 1879, 20 de Janeiro de 1882, 27 de Dezembro de 1884, a 15 de Janeiro de 1890 e a 3 de Maio de 1890, e pelos Círculos Eleitorais Uninominais de Setúbal em 1892, de que prestou juramento a 25 de Fevereiro de 1893, de Mafra em 1894, de que prestou juramento a 17 de Outubro de 1894, e de Lisboa em 1895 e 1900, de que prestou juramento a 8 de Janeiro de 1896 e a 10 de Janeiro de 1901, respectivamente, e, ainda, pelo Círculo Eleitoral Plurinominal de Lisboa Ocidental em 1901 e 1904, de que prestou juramento a 8 de Janeiro de 1902 e a 24 de Outubro de 1904. Algumas fontes adicionam ainda os Círculos do Barreiro, do Seixal, de Sesimbra e de Cascais.
Teve intensa participação nos trabalhos parlamentares. Integrou diversas Comissões Parlamentares, nomeadamente a de Agricultura, de 1882 a 1886, em 1891, 1893, 1894, 1897, 1902 e 1904, mas também as de Petições, em 1879 e 1897, a Administrativa, em 1886, 1897, 1902 e 1904, a de Administração Pública de 1890 a 1894, em 1896, em 1897 e de 1902 a 1904, de Verificação de Poderes em 1894, de Comércio e Artes em 1894, Diplomática em 1894, de Legislação Criminal em 1894, de Redacção do "Diário da Câmara dos Deputados" em 1897, de Pescarias em 1897, de Revisão do Recenseamento Eleitoral em 1901, de Fazenda em 1901, de Orçamento de 1902 a 1904, de Estatística em 1902 e 1904, e, ainda, a Especial para dar Parecer sobre o projecto das pautas, em 1902, e a de Inquérito sobre o imposto do sal, em 1885.
No hemiciclo não se destacou em discursos sobre temas de política geral, ou no debate de questões ideológicas, antes assumiu uma postura pragmática, marcada pelo empenho na solução dos problemas que, no imediato, afectavam as populações, distinguindo-se em debates de questões de assistência. Jaime Artur da Costa Pinto fazia mesmo questão em se afirmar representante das classes pobres e defensor de medidas de combate à miséria popular. Com esse objectivo, sustentou o fim do imposto do pescado e do imposto do sal, em várias intervenções produzidas entre 1879 e 1885, bem como o apoio aos pescadores da Margem Sul do Rio Tejo, que, no Inverno, viviam com grandes privações, a 7 de Fevereiro de 1879, e o auxílio às vítimas da explosão da fábrica de dinamite na Trafaria, a 7 de Julho de 1882. Outro dos vectores da sua acção parlamentar residiu no interesse pelos progressos da Agricultura e pelo desembaraçar das peias que dificultavam a vida comercial. Assim, propôs a venda de terrenos incultos nas mãos do Estado a 7 de Abril de 1879 e a 3 de Fevereiro de 1882, a redução de direitos aduaneiros sobre a importação de produtos de consumo a 8 de Março de 1882, o alargamento da utilização de adubos químicos na agricultura a 22 de Fevereiro de 1884 e a 23 de Março de 1885, a dedução das taxas alfandegárias nos impostos sobre o fabrico de manteiga nacional a 7 de Julho de 1890, e mostrou-se em desacordo com a proposta de pauta relativa aos contadores de água , que iria lesar gravemente a indústria nacional, nomeadamente o Capitalista Ferreira Pinto Basto, que tinha fábrica com 300 operários, a 24 de Fevereiro de 1892. Um terceiro tema recorrente nas intervenções de Jaime Artur da Costa Pinto é o das condições de navegação, segurança e rendibilidade da Margem do Tejo. Nesse sentido, propôs a inscrição de verbas no Orçamento do Estado para a aquisição duma bomba flutuante que servisse o Porto de Lisboa a 20 de Abril de 1883, apresentou um requerimento para se atender às condições precárias em que se encontrava o Cais de Cacilhas a 4 de Junho de 1890, lamentou a venda para a Grã-Bretanha e Irlanda do único rebocador capaz de enfrentar períodos de tempestade a 1 de Abril de 1892, entregou uma nota de interpelação que, entre outros assuntos, se referia ao assoreamento da Doca de Porto Brandão a 18 de Janeiro de 1897, teceu fortes críticas aos serviços da Alfândega de Lisboa, que acusou de encarecerem e dificultarem o desembarque de sementes e outros produtos destinados aos trabalhos agrícolas a 27 e 29 de Janeiro de 1897, alertou para o assoreamento do Rio Tejo junto à muralha marginal, impeditiva da atracagem de vapores a 11 de Março de 1901, e, acima de tudo, sempre se bateu pela eficaz instalação do Instituto de Socorros a Náufragos, tendo mesmo conseguido que se constituísse uma Comissão Parlamentar para acompanhar a legislação e os serviços prestados nesta área. Enquanto conhecedor privilegiado dos problemas e anseios dos Municípios de Almada e Cascais, proferiu, igualmente, diversas intervenções em prol dos interesses dessas localidades. Destaque para as sessões de 26 de Fevereiro de 1892, onde defendeu a construção duma corredoura para a fácil utilização do melhor navio salva-vidas do País, que se encontrava em Cascais, e de 27 de Março de 1901, na qual defendeu a necessidade duma orientação definida para as obras na região de Lisboa, em particular a transferência do Arsenal da Marinha para a Margem Sul do Rio Tejo, e a ligação ferroviária Barreiro-Cacilhas, com ramais para Azeitão e Sesimbra, por forma a conseguir, como em Londres, um efectivo e harmonioso desenvolvimento de ambas as margens do Rio. Em matérias politicamente mais sensíveis, registam-se as intervenções de Jaime Artur da Costa Pinto no debate sobre a Lei Eleitoral de 1884, no qual se manifestou contra os Artigos referentes às execuções fiscais passíveis de influenciar o voto dos eleitores, a 15 e 21 de Março de 1884, o alerta para os problemas resultantes da crise de trabalho em 1892, que poderiam agravar a questão operária e prejudicar a tranquilidade pública, a 18 de Março de 1892, a réplica a um discurso de Eduardo Augusto da Rocha Abreu, a quem disse que só por figura de retórica podia exclamar que queria a revolução, quando o País o que carece é de ordem, justiça recta e boa administração, a 1 de Abril de 1892, a aceitação da legitimidade do mandato de Deputado do 1.º Conde de Burnay, Henrique Burnay, assunto em que se declarou à vontade, por ter inviabilizado a candidatura daquele poderoso Capitalista pelo Círculo de Sintra, a 7 de Junho de 1893, e, finalmente, a proposta de construção de novos Liceus Centrais em Lisboa, sem elevados custos de construção, e seguindo o modelo da Alemanha: umas casas de tijolo e ferro, arejadas e cheias de luz, a 17 de Janeiro de 1902. Torna-se evidente que, mesmo nestes temas de política geral, esteve presente um espírito pragmático que, sem grandes rasgos oratórios, teve como preocupações dominantes os interesses da região e os problemas sociais.</ref>
Chegou a ser nomeado Conselheiro de S.M.F. o Rei D. Carlos I.

### Agricultura
Desenvolveu inúmeras actividades ligadas à promoção da Agricultura. Foi um dos Directores da Exposição Agrícola de 1884, que se realizou na Tapada da Ajuda, e um dos que mais contribuíram para o seu êxito brilhante, e Membro e Director da Secção Agrícola da Exposição Industrial de 1888, que se efectuou na Avenida da Liberdade, Secretário da Real Associação Promotora da Agricultura Portuguesa, Editor duma publicação agrícola, redigida e dirigida pelo Conselheiro João de Andrade Corvo, fundador, em Lisboa, a Empresa Industrial e Comercial Agrícola, para a venda de maquinismos, máquinas agrícolas e adubos, da qual foi Proprietário, e fundador, da colecção Biblioteca de Agricultura e Ciências. Outras iniciativas lhe foram devidas, tanto para beneficência como em defesa da Agricultura, fundou a Companhia Promotora da Agricultura Portuguesa, era amigo pessoal de L. Mendonça e Costa, e foi primeiro Proprietário e Director da "Gazeta dos Caminhos de Ferro", tendo escrito também para outros jornais.

### Deputado pelo Círculo de Almada
Foi Deputado pelo Círculo de Almada, e não presidente da Câmara Municipal, como referem algumas publicações, onde conseguiu a secagem e extinção do grande pântano da Trafaria e a fixação das dunas,com a plantação de pinhais e a arborização em pinheiros e eucaliptos numa área de 1500 hectares para prender as dunas ou areias moventes da Caparica, vale da Trafaria e pântano do Juncal da Costa, para, por este meio, terminar com a vasta extensão pantanosa que rodeava a povoação, provocando frequentemente epidemias e paludismo.
Esta obra começou pela abertura da vala da Costa em data de 10 de janeiro de 1883; e depois dada a «necessidade do dessecamento do pântano da Costa, n’aquelle concelho, e da arborisação dos areaes da Trafaria e Costa da Caparica, para os fins de remover as causas da insalubridade d’aquella região, e do crear ali uma extensa mata para protecção das margens do rio e barra, e para impedir o augmento dos assoriamentos», pela aquisição dos terrenos de areais e matas maninhas que a Câmara Municipal de Almada possuía na Trafaria e Costa pela Fazenda Pública, através do Ministério das Obras Públicas, Comércio e Indústria, em acto acordado em 10 de Fevereiro de 1883, no qual o Ministério estava representado pelo seu ministro, o Conselheiro Ernesto Rodolfo Hintze Ribeiro, e a Câmara Municipal de Almada pelo seu presidente, o sr. Domingos Afonso Jr., conhecido proprietário nos concelhos de Almada e Seixal, e comerciante de vinhos a granel, que tinha nos seus armazéns da Arealva; assistindo também a este acto, além do Conselheiro de Estado João Baptista da Silva Ferrão de Carvalho Mártens, procurador geral da coroa e fazenda, os srs. Jayme Arthur da Costa Pinto, deputado da nação, e Bento Fortunato de Moura Coutinho de Almeida de Eça, tenente coronel de engenheiros ao serviço deste ministério e que, como já foi referido, foi encarregue inicialmente desta obra.
A obra que ajudou a fixar as areias, melhorando a estabilidade do cordão dunar e garantido assim melhores condições, quer para a fixação das populações na localidade, quer para o aproveitamento agrícola das terras interiores da Costa, servidas depois por uma vala de 8 km que ajudou a escoar as águas paradas, que frequentemente aqui se fixavam. A vala que foi construída em 1884 já sob a direcção do Engenheiro João Maria de Magalhães, e foi depois construída uma estrada florestal, obra conseguida e inaugurada pelo então Deputado eleito pelo Círculo Eleitoral de Almada, Jaime Artur da Costa Pinto, futuro presidente da Câmara Municipal de Cascais, em 13 de Junho de 1899.
Foi responsável pela reconstrução, em 1886, do lugar da Costa da Caparica, que fora completamente destruído por um incêndio, na qual mandou construir diversos quarteirões de casas para albergar mais de cem famílias, e onde foram erigidas cem casas com o produto de subscrições públicas abertas no nosso país, a ele se devendo a formação duma Comissão, com o patrocínio e presidida pelo próprio Rei D. Luís I, para a reconstrução da localidade, e entre a Colónia Portuguesa no Brasil, com o apoio do jornal "Correio da Europa", e com a criação e distribuição de habitações do Bairro Costa Pinto, na Costa da Caparica, depois da destruição provocada por um incêndio na localidade, a 21 de Julho de 1884, no bairro dos pescadores da Costa da Caparica, na Trafaria, composto de 54 casas de alvenaria e um arruamento, que foi nomeado Rua Jaime Artur da Costa Pinto, e foi Sócio Fundador da Associação Protectora das Crianças, entre outros relevantes serviços prestados. Em sua homenagem foi igualmente nomeado o Largo do Costa Pinto, no Pragal, preito de gratidão pública pela obra que realizou. Em Almada, além do já mencionado socorro às vítimas do incêndio da Costa da Caparica, esteve ligado à construção da muralha do Cais de Porto Brandão, em 1890, e à abertura de ruas e melhoramento das comunicações entre Cacilhas e Almada.
Pela sua acção meritória em favor do concelho, de Almada e Cacilhas, não só enquanto deputado, mas também como membro da Junta Geral do Districto de Lisboa, onde levou «a effeito com as obras do encannamento d'Almada a Cacilhas», foi objecto de homenagem em Cacilhas com a atribuição do seu nome ao Largo principal da localidade, que passou a chamar-se Largo Costa Pinto em 1899. Diz um artigo da imprensa da época que «Aquelle concelho (de Almada) deve-lhe muito. Foi por iniciativa sua que se fez a bella estrada da Quinta do Guedes para a Trafaria; a arborisação dos areaes que se estendem desde esta povoação até á Costa de Caparica; a dessecação de pantanos que custaram a vida a muitos milhares de habitantes d’aquellas duas localidades; a valla denominada – da Costa,– que tem ¾ de légoa d'extensão; a reedificação das casas da Costa, que haviam sido devoradas por um incendio, e innumeros beneficios mais, que ninguem ignora. Se succede qualquer calamidade em alguma das povoações do seu circulo, o sr. Costa Pinto põe tudo de parte, e corre ao sítio onde a sua presença é indispensável,– logo que os factos chegam ao seu conhecimento. Este homem, que pelas suas elevadas qualidades pessoaes, respeitabilidade, e relevantíssimos serviços que tem prestado ao círculo d'Almada, não é só considerado como um cidadão prestantíssimo, mas também como um verdadeiro benemérito, – já por duas vezes soube, por experiência, o que é a ingratidão dos eleitores. Estes, arrependidos, elegeram-n’o o anno passado seu representante em cortes, embora estivesse no poder um governo progressista, e se propozesse também um candidato governamental. A escolha, pela própria conveniência dos eleitores, não é diffícil de fazer entre o sr. Costa. Pinto, que pela sua influencia lhes tem obtido quantos melhoramentos carecem, – e os que nunca lhes fizeram cousa alguma».

### Presidência da Câmara Municipal de Cascais
Foi Presidente da Câmara Municipal de Cascais de 2 de Janeiro de 1890 a 12 de Agosto de 1908, embora o seu mandato só tenha terminado oficialmente na data da sua morte, a 12 de Setembro de 1909, durante todo o período em que D. Carlos I de Portugal aí passou férias como Rei. Em Cascais, foi tido como o Presidente que colocou a vila no caminho da civilização. Entre outros melhoramentos e relevantes serviços que prestou ao Concelho, rasgou e promoveu a construção de ruas, praças, avenidas e largos, mercados, jardins e alamedas, melhorou o abastecimento de água, inaugurou o serviço telefónico em 1900, deve-se-lhe a fundação e construção da Escola-Monumento D. Luís I e promoveu inúmeras festividades públicas, desde bailes a touradas, com a fundação da Monumental Praça de Touros de Cascais. Em sua homenagem foi inaugurado um monumento, uma estátua, em Cascais, a 5 de Setembro de 1954 e atribuído o seu nome à Praça Costa Pinto, à Rua Costa Pinto e à Avenida Costa Pinto na mesma localidade, preito de gratidão pública pela obra que realizou. Deixou o seu nome ligado ao nascimento da vila da Parede, apoiando as iniciativas do seu amigo Republicano, o Almirante José Nunes da Mata.
Presidiu à Sessão da Câmara Municipal de Cascais de 17 de Março de 1897, na qual se registou em Acta a intenção de se nomear uma Representação ao Governo, a fim de se requerer a restauração do extinto Concelho de Oeiras, que havia sido anexado na sua quase totalidade ao de Cascais, por Decreto publicado no Diário do Governo de 30 de Setembro de 1895, e se tornara um encargo excessivo para este, e que, em caso de restauração do referido Concelho, a Freguesia de Carcavelos, que lhe pertencia, deveria permanecer como parte de Cascais, por ser do melhor interesse para todos. Ambas as coisas vieram a suceder. Talvez, pelo menos em parte, em consequência desta restauração, foi dado o seu nome à Rua Costa Pinto, em Paço de Arcos, Oeiras.
Neste período, destacam-se como medidas mais emblemáticas para o Concelho as seguintes: a 24 de Janeiro de 1906, os Edis apreciam o projecto e orçamento para a construção do novo mercado de peixe na Praça Serpa Pinto, e, a 21 de Fevereiro de 1906, o projecto de alteração do mercado das frutas; a 30 de Maio de 1906, o Município manda proceder à colocação de contadores em todas as repartições em que a água é fornecida gratuitamente, como meio de regularizar os consumos; a 16 de Agosto de 1906, é apresentada à Vereação o projecto de escada para serventia entre a Praia da Ribeira ou Praia do Peixe e a Avenida D. Carlos I, decidindo-se, a 5 de Setembro de 1906 pôr em praça o projecto de construção do novo mercado de peixe; a 14 de Novembro de 1906, a Câmara Municipal toma conhecimento dum ofício da Sociedade de Propaganda de Portugal acerca dos melhoramentos que deviam ser introduzidos no Concelho; ainda nesse mesmo dia 14 de Novembro de 1906, a Câmara Municipal resolve solicitar à Administração da Companhia Real dos Caminhos-de-Ferro Portugueses a remoção do grande depósito de carvão existente na vila na Estação Ferroviária de Cascais, em consequência das repetidas queixas dos proprietários de trens e dos moradores; a 2 de Janeiro de 1907, os Edis analisam um ofício do Delegado Marítimo da vila pedindo o fornecimento de água para o novo Quartel dos Marinheiros no sítio do Castelo de Cascais; a 13 de Março de 1907, tendo diminuído consideravelmente a água das nascentes da Serra da Malveira, que abasteciam a vila, a Câmara Municipal resolve mandar colocar torneiras na canalização para que, com facilidade, se pudesse medir a água em diferentes pontos, e bem como nos chafarizes públicos; a 17 de Abril de 1907, a Vereação determinava alargar a Rua Visconde da Luz; e a 8 de Maio de 1907 a de proceder ao alargamento da Rua Afonso Sanches até à Rua Manuel Joaquim de Avelar; a 29 de Maio de 1907, discute-se em torno dum Ofício do Governador Civil do Distrito de Lisboa, Eduardo Segurado, remetendo dois projectos de obras relativos à Estrada Municipal do Largo do Gama à Avenida Valbom e da Estrada Municipal da Malveira à Peninha, lanço da Malveira ao Chafariz da Serra; a 4 de Setembro de 1907, atendendo à escassez de água, manda-se construir dois depósitos, um junto aos que existiam no Sítio do Lombo e outro próximo do Lugar da Abuxarda; a 26 de Dezembro de 1907, resolve-se anunciar praça para a arrematação da construção do novo mercado de peixe, decidindo-se, a 15 de Janeiro de 1908, enviar uma Representação ao Governo para se obter um desvio de verbas do fundo de viação municipal para ser substituída a canalização que abastecia de água as povoações do Monte Estoril e de São João do Estoril por outra de maior diâmetro, num percurso de 2.200 metros; a 18 de Julho de 1908, aprecia-se o pedido do Delegado Marítimo da vila para o estabelecimento duma linha telefónica ligando a Secretaria da Delegação Marítima com o Quartel dos Praças de Marinhagem; a 12 de Agosto de 1908, decide-se enviar um telegrama à Câmara dos Deputados, requerendo que fosse votada uma Lei regulamentando a indústria do jogo em Portugal, a exemplo do que se praticava em Espanha, França e Bélgica; a 18 de Novembro de 1908, analisa-se um requerimento de moradores da vila pedindo a recolocação total ou parcial dos bicos de incandescência que estiveram acesos durante a época balnear, etc.
Foi, para além disso, Administrador do Concelho de Cascais.

### Secretaria da Junta Geral do Distrito de Lisboa
Foi Secretário da Junta Geral do Distrito de Lisboa, eleito pelo Círculo Eleitoral do Barreiro, do Seixal e de Sesimbra.

### Beneficência
Foi, também, figura destacada em obras de beneficência, Vogal da Comissão da Associação de Socorros Mútuos Eduardo Coelho. Nomeado Provedor do Asilo da Ajuda, em Março de 1896, conseguiu anular a situação periclitante desta instituição e dar-lhe desafogo financeiro. Com o legado duma devota, fez construir a Capela de Nossa Senhora do Paraíso, junto ao Asilo, que se inaugurou com invulgar solenidade a 18 de Janeiro de 1903. Nomeado em Setembro de 1902 Provedor da Real Casa Pia de Lisboa, a sua actividade incansável trouxe importantes melhoramentos ao estabelecimento. Foi um dos Sócios Fundadores da Associação Protectora das Crianças.

### Sociedade
Recebeu em Cascais o Rei Chulalongkorn Rama V do Sião, aquando da sua visita de Estado a Portugal.
Figura destacada da Sociedade Lisboeta, foi Director da Sociedade Lírica que se fundou no Real Teatro de São Carlos com Paccini pai. Em Outubro de 1903, durante as festas pela visita oficial do Rei D. Afonso XIII de Espanha a Portugal, foi responsável pela iluminação da Avenida da Liberdade, dizendo-se: Dos Restauradores para cima dirige o Costa Pinto, dos Restauradores para baixo digere o....
Pertencia à Real Sociedade de Geografia de Lisboa e à Associação Industrial Portuguesa.

### Condecorações
Possuía várias condecorações Portuguesas e estrangeiras.

### Casamentos
Casou em primeiras núpcias com D. Elvira de Portugal da Silveira, abastada Proprietária, da qual enviuvou e foi herdeiro universal, filha natural de D. João de Portugal da Silveira, descendente dos Senhores de Sarzedas e colateral dos Condes de Sarzedas, e de mãe incógnita, sem geração.
Casou segunda vez no Porto, Cedofeita, a 30 de Setembro de 1880 com Maria José de Almeida e Araújo Pereira da Silva de Portugal e Lancastre Correia de Lacerda (Braga, São José de São Lázaro, 30 de Setembro de 1855 - Pau, Hôtel Gassion, 2 de Novembro de 1920), sucessora nas Casas de seus pais e tios, neta materna do 1.º Barão de Fornelos, com geração.

### Descendência
Do segundo casamento foi pai dum único filho, Frederico Carlos de Portugal Correia de Lacerda da Costa Pinto (Lisboa, Mártires, 28 de Fevereiro de 1886 - Lisboa, 22 de Dezembro de 1964), Licenciado em Direito pela Faculdade de Direito da Universidade de Coimbra, Advogado, Director Efectivo da Sociedade “O Tiro”, fundada em Coimbra em 1906, antecessora da sociedade “Tiro e Sport” e do actual “Club de Tiro e Sport”, casado primeira vez civilmente em Paris com sua prima em segundo grau Maria Emília de Sampaio Melo e Castro (Lisboa, Madalena, 14 de Julho de 1896 - Lisboa, São Mamede, 15 de Dezembro de 1988), neta paterna do Representante do Título de Marquês de São Paio e 5.° Conde de São Paio e neta materna do 2.° Barão de Fornelos, sem geração, divorciados, e casado segunda vez civilmente com Maria da Assunção Dias Gaio (Cascais, Cascais, 21 de Maio 1936 - Lisboa, 27 de Outubro de 2012), filha de Joaquim Domingos Gaio e de sua mulher Maria Gabriela Dias, da qual teve um único filho, Frederico Augusto Gaio Correia de Lacerda da Costa Pinto.

### Obra escrita
- Eleição de Setúbal. Lenda de Alcácer do Sal, Lisboa, 1893 [25]
- Melhoramentos de Lisboa e Almada, Lisboa, 1901 [25]

### Testamento
O seu Testamento foi escrito em Cascais, na sua casa da Rua da Alfarrobeira, hoje Rua Alexandre Herculano, na qual foi colocada uma placa comemorativa.